# ژان-میشل فرودون
ژان-میشل فرودون (به فرانسوی: Jean-Michel Frodon) متولد ۲۰ سپتامبر ۱۹۵۳ در پاریس؛ استاد، مورخ، منتقد و روزنامه‌نگار فرانسوی حوزه سینماست.

## زندگی‌نامه
ژان-میشل دارای مدرک کارشناسی ارشد و DEA در تاریخ است. او از سال ۱۹۷۱ تا ۱۹۸۱ به معلمی پرداخت. پس از آن به مدت پنج سال به عکاسی پرداخت. از سال ۱۹۸۳ به عنوان روزنامه‌نگار و منتقد سینما در هفته‌نامه لوپوئن می‌نویسد. پدرش پییر بیارد نیز منتقد سینما بود پس از آن سردبیر ارشد آنجا شد و از آن پس نام مستعار فرودون یادداشت‌های اش را امضا می‌کرد که بر گرفته از شخصیت فرودو در ارباب حلقه‌ها بود و تا سال ۱۹۹۰ در آن پست ماند.
از سال ۱۹۹۰ تا ۱۹۹۵ به صورت روزانه ستونی در روزنامه لوموند داشت و در سال ۱۹۹۵ دبیر صفحه سینمای لوموند شد. در همان سال از کتابش «سال‌های مدرن سینما» رونمایی کرد. در این کتاب ژان میشل تلاش می‌کند تا رابطه میان تاریخ، سیاست و جامعه را در سینمای فرانسه از ۱۹۵۹ به بعد بررسی کند. برای مثال تأثیر جمهوری چهارم فرانسه، مه ۱۹۶۸ فرانسه وجود دارد را در تولد موج نو سینمای فرانسه بررسی می‌کند. در این رویکرد فیلم‌ها به عنوان سوژه اصلی تحقیق قرار دارند و همه عوامل مؤثر بر آن‌ها بررسی می‌شود.
در سال ۲۰۰۳ سردبیر نشریه سینمایی کایه دو سینما شد که به مالکیت لوموند درآمده بود و تا سال ۲۰۰۹ در این پست باقی ماند. زمانیکه «کایه» توسط ریچارد شلگمان بریتانیایی، مدیر انتشارات هنری فایدون خریداری شد. از دسامبر ۲۰۰۹ وبلاگ «نمایشگاه عمومی» را راه اندازی کرد. روی اسلات، و از سال ۲۰۱۰ مدیر این سایت شد. از اکتبر ۲۰۱۰ تا ۲۰۱۳ سردبیر وب‌سایت کارگاه هنر معاصر شد.
او نایب رئیس انجمن پاریس-سارایوو اروپا است، که همکار مرکز آندره مالاروی سارایو است و همچنین از یکی از اعضای شورای مرکزی پرو است.
در سال ۲۰۱۴، نایب رئیس کمیسیون «کمک به سینمای جهان» شد که وابسته به «مرکز ملی سینمای فرانسه» و «مرکز ملی صنعت و تجارت فرانسه» است. او یکی از اعضای هییت تحریریه مجله اسپانیایی کایمن سینمایی است. و در بسیاری از شماره‌های آن می‌نویسد.
ژان میشل نویسنده و ویراستار بسیاری از کتاب‌های تاریخ سینمای فرانسه بوده‌است که می‌توان از جمله کارهایش به: سینما و هولوکاست،وودی آلن، هو شیائو-شین، روبر برسون،  کریس مارکر، ادوارد یانگ، عاموس گیتای، الیویه آسایاس، جیا ژانکو و جعفر پناهی و همچنین ژیل دلوز و روابطش با سینما اشاره کرد.
وی کارگردان هنری فیلم پل‌های سارایو است این فیلم که در فستیوال کن معرفی شد، از مجموعه فیلم‌های کوتاه کارگردان‌هایی چونآیدا بگیچ، لئوناردو دی کوستانزو، ژان-لوک گدار، کامن کالف، ایزیلد لو بسکو، سرگئی لوزنیتسا، پینسنزو مارا، اورسلا میر، ولادمیر پریسیچ، کریستی پویو، مارک رچا، آنگلا شانیلیک، ترسا ویاورد، با نقاشی از فرانسوا شویتن که توسط لویی دو ماتا انیمیشن شده بود تهیه و تولید شده بود. برای اولین بار در فستیوال جشنواره فیلم سارایوو و در بسیاری از جشنواره‌های فیلم به نمایش درآمد.
از سال ۲۰۰۹ تا ۲۰۱۵، برنامه نمایش فیلم‌های کوتاه بین‌المللی سینما ۶۱ را در کافه ۶۱ هدایت کرد. از سال ۲۰۱۲ برنامه «جهان متمایز» را که به بررسی رویکرد دو سویه و واکنشی، سینما و دانشمندان می‌پرداخت را از دید فرانسوا تادی، بیولوژیست و اورلین پیلو کارگردان، در سینما گراند اکسیون برگزار کرد.

## فعالیت‌ها

### آموزشی
او به عنوان استاد و استاد مهمان در دانشگاه‌های مطرحی به تدریس پرداخته‌است:
- ۱۹۹۹–۲۰۰۱: دبیر سمینار «بدن در قاب سینما» دراکول نرمال سوپریور.
- ۲۰۰۳: دبیر سمینار «درک مفهوم عکس‌ها» در مؤسسه مطالعات سیاسی پاریس
- ۲۰۰۵-۲۰۰۶-۲۰۰۷: مدرس آموزش نقد فیلم در دانشگاه پانتئون-سوربن.
- ۲۰۱۰: دبیر سمینار «سینمای جهان» در مؤسسه مطالعات سیاسی پاریس و همچنین مسئول راه اندازی کارشناسی ارشد رشته تجربه هنر سیاسی در مؤسسه مطالعات سیاسی پاریس به رهبری برنو لاتور.
- از ۲۰۱۱: استاد مؤسسه مطالعات سیاسی پاریس و یکی از اعضای کمیته آموزش SPEAP تجربه هنر سیاسی.
- از ۲۰۱۲ تا ۲۰۱۷: استاد دانشگاه دانشگاه سنت‌اندروز.
- از ۲۰۱۲ تا ۲۰۱۴: مدرس آموزشگاه فیلم سارایو تحت مدیریت بلا تار.
- ۲۰۱۶، عضو شورای علمی و پذیرش دکترا SACRe به عنوان نماینده فمیس.
- ۲۰۱۷، عضو هیئت علمی مدرسهفمیس.

## تالیفات
- ژان دو فلورت، یک دیوانه ماجراجو در فیلم با ژان-کلود لوآزو (۱۹۸۶)
- زمانه مدرن سینمای فرانسه (۱۹۹۵) برنده جایزه رنه کلیر
- سینما در نزدیگی قرن دوم خودش (۱۹۹۵)